# Europelta carbonensis
Europelta carbonensis es la única especie conocida del género extinto Europelta de dinosaurio tireóforo nodosáurido que vivió a mediados del Cretácico, a inicios del Albiense, hace 113 millones de años, en lo que es hoy Europa. Sus fósiles se encontraron  en la zona inferior de la Formación Escucha de la provincia de Teruel, en el noreste de España. Solo abarca a una especie, Europelta carbonensis. Es conocido a partir de dos esqueletos parciales asociados, que representan el material fósil más completo conocido de un anquilosaurio de Europa.

## Descripción

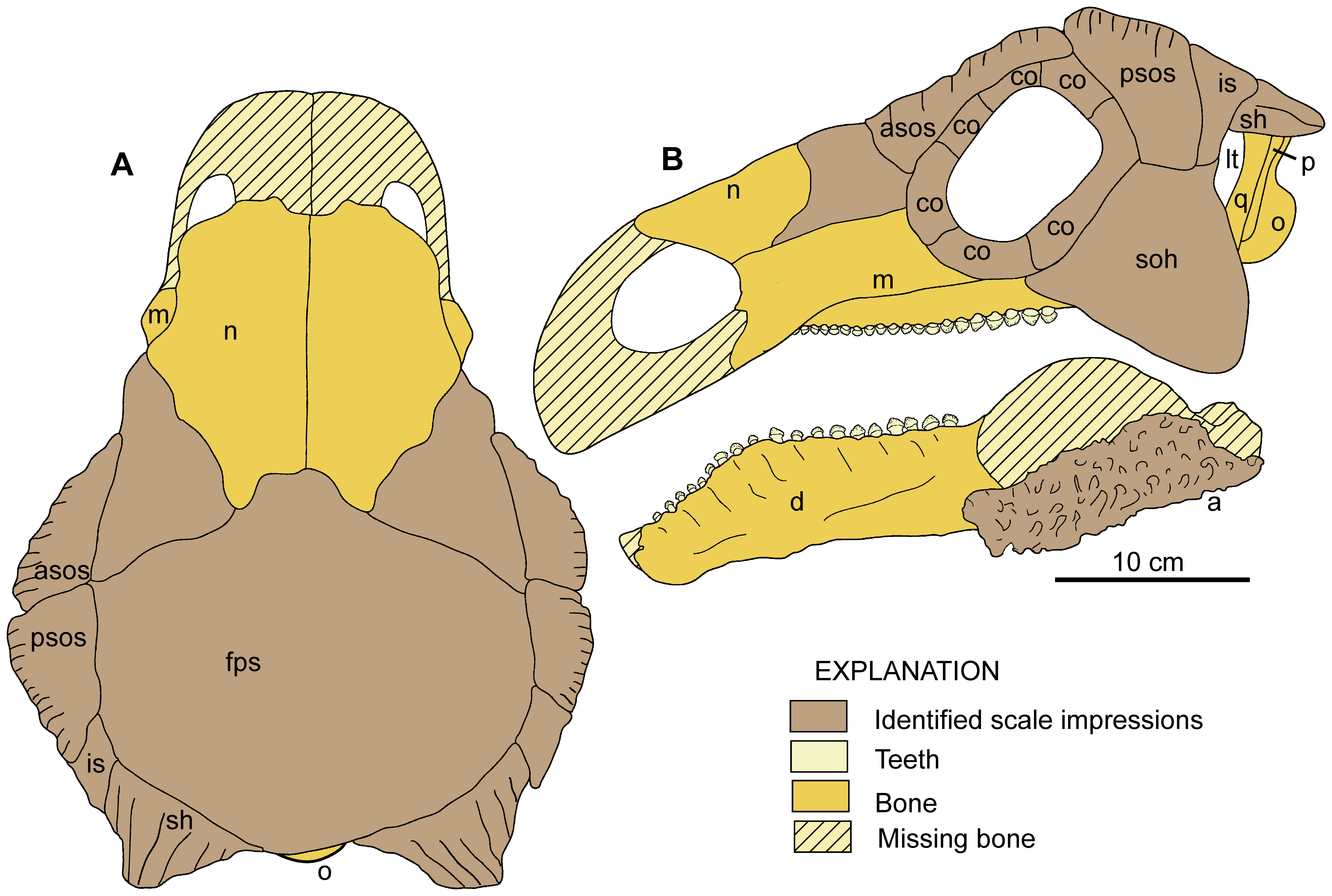
Recreación del cráneo.

Europelta es un nodosáurido de tamaño mediano, aproximadamente de 4,5 metros de longitud.
Europelta se distingue de otros anquilosaurianos por los siguientes rasgos diagnósticos: su hueso cuadrado es más corto y mediolateralmente más ancho que en cualquier otro anquilosauriano. El margen posterior del cráneo es cóncavo en vista dorsal. En vista lateral, el sacro de Europelta se arquea dorsalmente en cerca de 55°. El pubis se fusiona por completo al isquion, creando un foramen en forma de muesca entre el proceso postpúbico y la posición del pedúnculo púbico formando un isquiopubis. La proporción de las longitudes de tibia a fémur, que es de 0.9, es mayor que en otros anquilosaurios para los cuales estas proporciones son conocidas. Europelta también posee osteodermos autapomórficos localizados anteriormente en el escudo pélvico, que son comprimidos lateralmente y flanqueados, con una base en forma de lámina.

Comparación de tamaño de Europelta y un humano.

El cráneo tiene forma de pera en la vista superior, con una longitud de 370,3 milímetros y un ancho, sobre las cuencas de los ojos, de 299,1 milímetros. La fosa nasal externa parece ser de construcción simple, sin ningún signo de pasajes aéreos complejos. Igualmente falta un paladar secundario. El paladar está ligeramente más estrecho en la vista superior y carece en gran medida el perfil de reloj de arena típico anquilosauriano. Lo mismo es cierto para la curvatura de las filas de dientes en el maxilar . Hay veintidós a veinticinco dientes superiores por lado. Los últimos seis dientes en la parte trasera son notablemente más grandes que los dientes delanteros. El techo del cráneo está cubierto en gran parte por un gran osteodermo único.  En los huesos frontales y parietales los autores que describen la interpretación de estos osteodermos como escamas de cuerno osificado. En las esquinas traseras del cráneo hay cuernos escamosos. El cuerno de la mejilla grande está formado por el cuadratojugal en lugar del hueso yugal.

## Descubrimiento e investigación

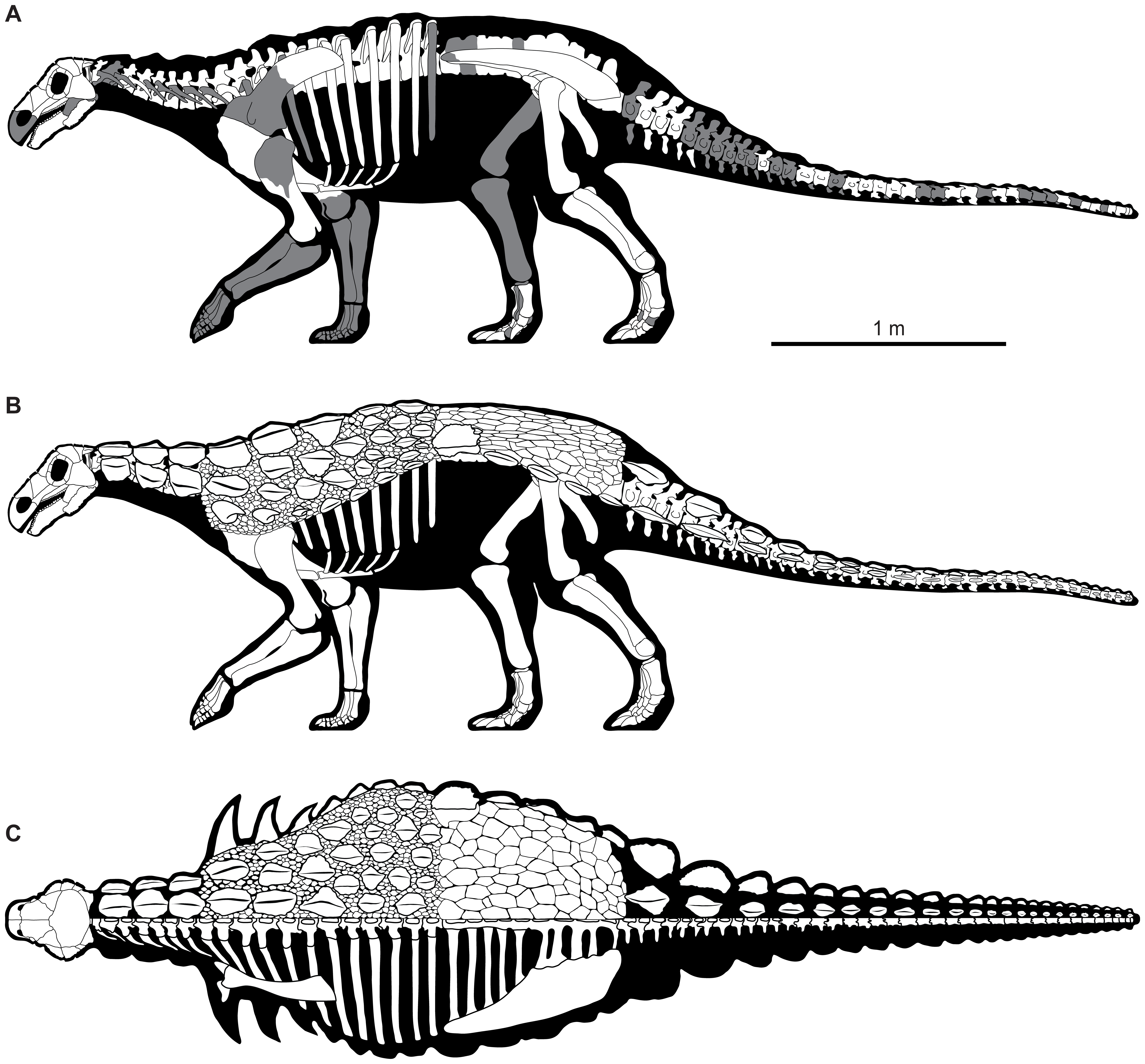
Reconstrucción del esqueleto.

Europelta fue descrito y nombrado originalmente por James I. Kirkland, Luis Alcalá, Mark A. Loewen, Eduardo Espílez, Luis Mampel y Jelle P. Wiersma en 2013, con la especie tipo es Europelta carbonensis. El nombre del género combina una contracción de Europa, ya que este es el anquilosaurio más completo del continente, y el término πέλτα, pelta, del griego antiguo para "escudo", un sufijo común para los géneros de anquilosaurios en referencia a sus cuerpos acorazados. El nombre de la especie significa "del carbón" en griego, en agradecimiento al acceso provisto por la Sociedad Anónima Minera Catalano-Aragonesa, Grupo SAMCA, a la localidad fósil en donde se halló a Europelta, en la mina de carbón a cielo abierto de Santa María.

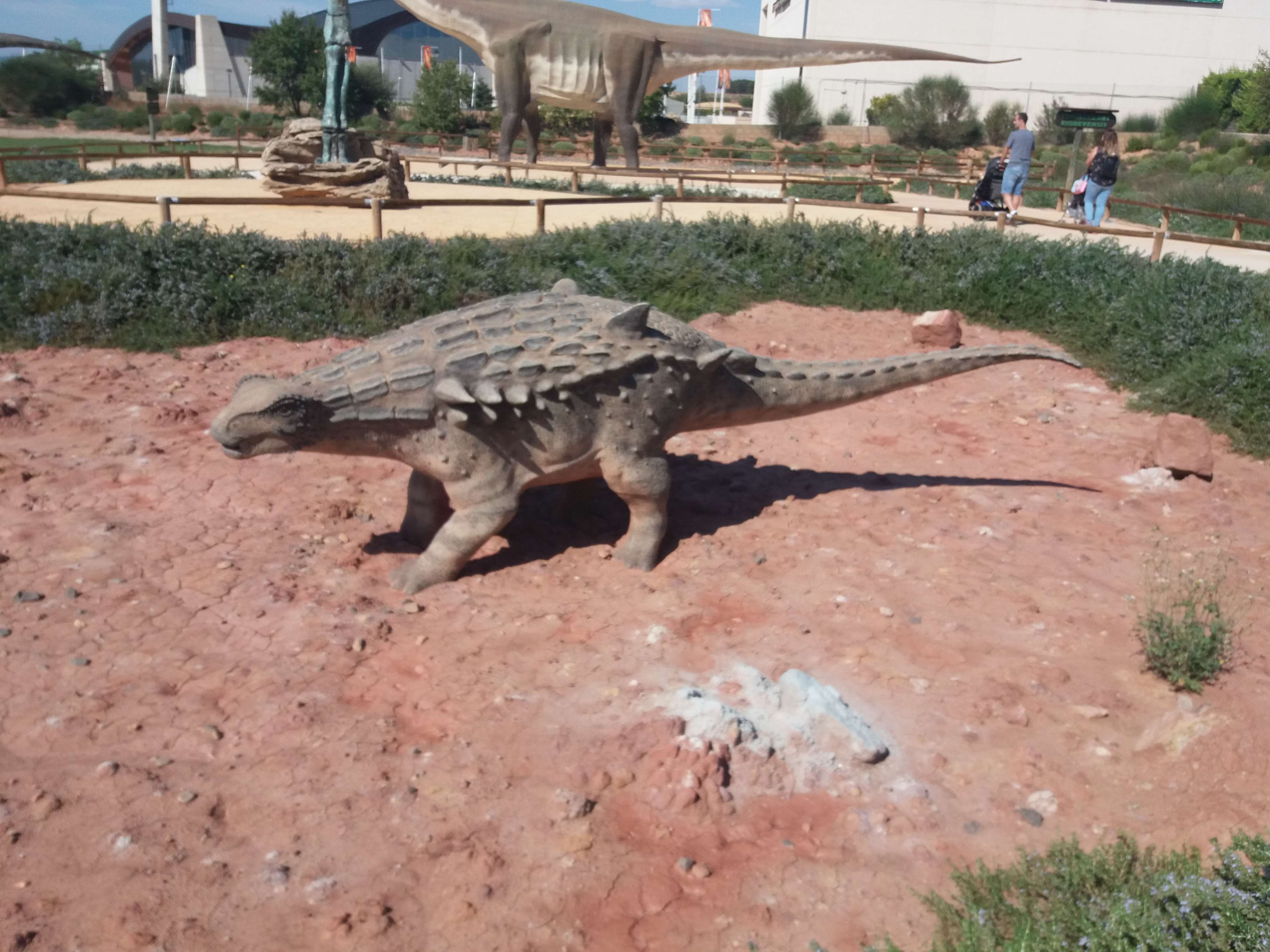
Réplica expuesta en Dinópolis (Teruel - España)

Europelta es conocido a partir de dos esqueletos parciales asociados, depositados en la Fundación Conjunto Paleontológico de Teruel-Dinópolis/Museo Aragonés de Paleontología. Descubiertos en 2011, los restos provienen de la localidad Fundación Conjunto Paleontológico de Teruel-Dinópolis AR-1, situada al este de Ariño, en el norte de la provincia de Teruel en la comunidad de Aragón. Este sitio de vertebrados se sitúa bajo el filón más bajo explotable operado por el Grupo SAMCA en la mina Ariño en un lecho de restos de plantas en la zona inferior de la Formación Escucha, en donde el dinosaurio más abundante identificado es el iguanodontiano Proa valdearinnoensis. El paratipo de Europelta fue recolectado a 200 metros lateralmente del holotipo en el mismo lecho rocoso. El sitio data de inicios del Albiense, basándose en un análisis de los palinomorfos, ostrácodos y carofitos (nanofósiles).

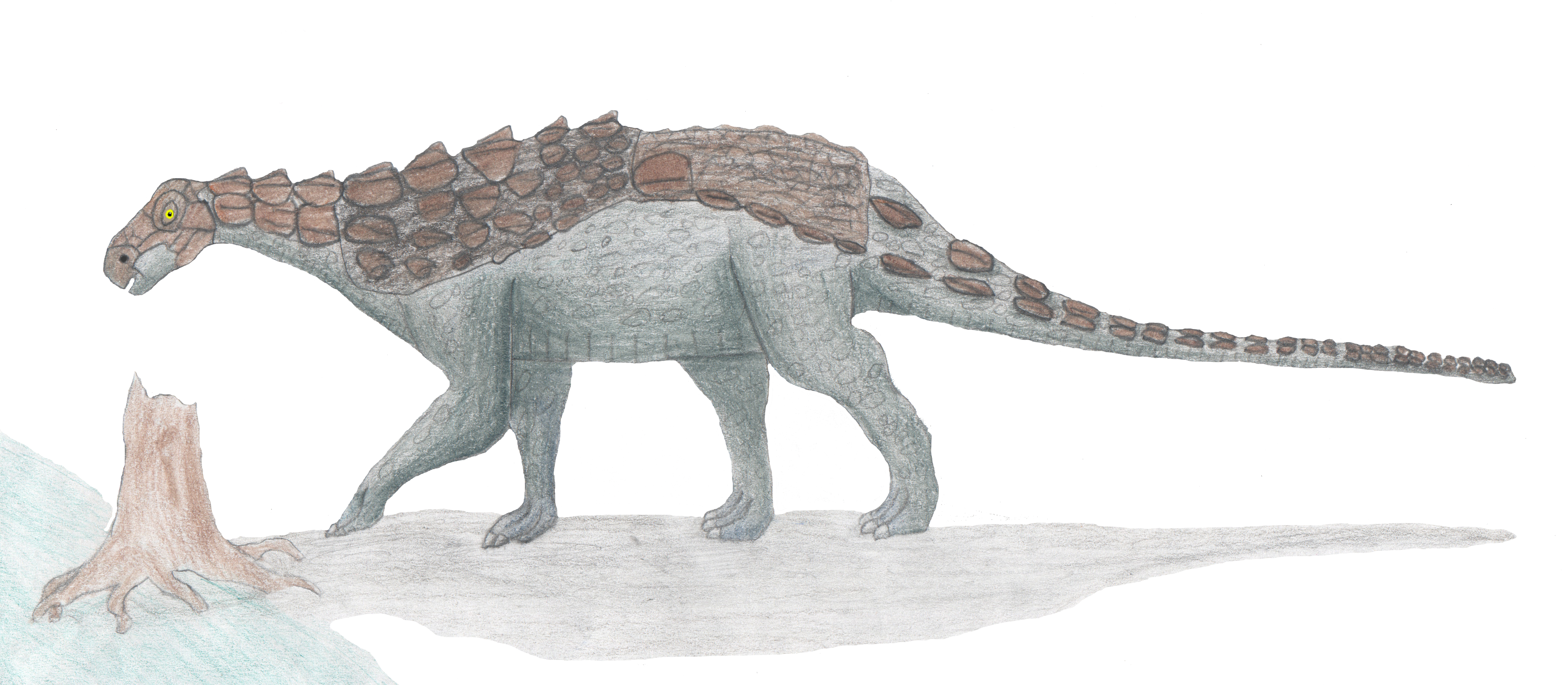
Recreación en vida.

El holotipo, AR-1/10, representa un esqueleto parcial desarticulado desperdigado sobre un área de siete por tres metros. Consiste en un cráneo casi completo, huesos nasales izquierdo y derecho aislados, un fragmento de dentario, 15 dientes aislados, un atlas, cinco vértebras cervicales, dos costillas cervicales, posiblemente la primera vértebra dorsal y siete más posteriores, una sección del sinsacro, tres costillas dorsales aisladas, siete fragmentos de costillas dorsales, tres vértebras caudales, cuatro cheurones, un coracoides con una pequeña parte de la escápula, un fragmento del cuerpo de la escápula, dos placas zifoesternales, ambos húmeros parciales, el ilion, isquion y pubis derechos articulados, el isquion y  pubis izquierdos articulados, y 70 osteodermos. El segundo esqueleto parcial AR-1/31, designado como el paratipo, consiste en una mandíbula izquierda parcial con el dentario y el surangular y el hueso angular aislados, diez dientes, cinco vértebras cervicales, nueve vértebras dorsales, tres o cuatro vértebras dorsosacrales, una caudosacral y 14 vértebras caudales, el sacro, dos fragmentos de costillas sacrales, ambos isquiones con los pubis fusionados, dos fragmentos del ilion izquierdo, el ilion derecho completo, un fémur, una tibia y el peroné, un calcáneo, cuatro metatarsianos, ocho falanges, nueve unguales, y 90 osteodermos.

## Clasificación
Europelta"" se colocó en Nodosauridae por sus descriptores , formando un clado más pequeño, Struthiosaurinae, junto con los nodosáuridos europeos Anoplosaurus, Hungarosaurus y Struthiosaurus.
Europelta fue considerada por los autores como el nodosáurido más antiguo conocido de Europa. Señalaron que su aparición como un sucesor nodosáurido de Polacanthidae, era paralela a una sucesión comparable de los polacántidos por los nodosáuridos en América del Norte. Sugirieron que esto no era una coincidencia sino una indicación de que la fauna de Norteamérica y Europa aún no había sido separada por el Océano Atlántico norte en desarrollo, como se había presumido anteriormente.